# Laughing Bird Caye
Laughing Bird Caye ist eine Insel vor der Küste von Belize. Sie gehört zu den etwa 450 Inseln des Belize Barrier Reefs. Verwaltungstechnisch gehört sie zum Stann Creek District.

## Geographie
Laughing Bird Caye ist die südlichste Insel der zentralen Lagune des Belize Barrier Reefs. Die wurmförmige Insel liegt 18 Kilometer östlich von Placencia auf der westlichen Seite des Victoria Channel. Die Entfernung zum östlich gelegenen Barrier Reef beträgt etwa 14 Kilometer. Die Insel ist über 400 Meter lang, aber nur maximal 40 Meter breit. Der Untergrund besteht aus Sand und Kies.

## Geschichte
Namensgebend für die Insel ist die früher dort brütende Aztekenmöwe, deren englischer Name laughing gull ist. Laughing Bird Caye wurde lange von Fischern genutzt, die rund um die Insel fischten und ihren Fang auf der Insel in provisorischen Camps weiterverarbeiteten. 1981 wurde die Insel zur „protected area“ und 1991 zum Nationalpark erklärt, der neben der Insel selbst auch 4,1 Hektar des umgebenden Seegebiets umfasst und von der Southern Environmental Association (SEA) betreut wird. Das Fischen findet seitdem auf Grund einer rechtlich nicht bindenden Selbstverpflichtung der Gemeinde Placencia in einem Umkreis von einer Meile rund um die Insel nicht mehr statt. Heute kann die Insel von Placencia aus im Rahmen von Tagesausflügen besucht werden. Außer einem kleinen Besucherzentrum und einer offenen Schutzhütte mit Picknickbänken gibt es keinerlei Infrastruktur.

## Flora und Fauna
Die Insel bietet zahlreichen Vogelarten Schutz. Neben der Aztekenmöwe wurden auch Braunpelikan, Trauerstärlinge und Grünreiher gesichtet. Weiterhin leben diverse Eidechsen- und Insektenarten auf der Insel.
An Pflanzen, die sich auf Laughing Bird Caye ausgebreitet haben, gibt es Kokospalme, Prunkwinden, Rote Mangrove, Schönhäutchen, Schwarze Mangrove und Sesuvium portulacastrum. Im die Insel umgebenden Meer wachsen seltene Hirsch- und Elchgeweihkorallen. 2001 wurde die Insel von Hurrikan Iris getroffen; dabei wurden fast alle Korallen zerstört. Seitdem sind sie durch NGOs durch das Anbringen künstlicher Strukturen am Meeresboden gezielt vermehrt worden.

## Abbildungen

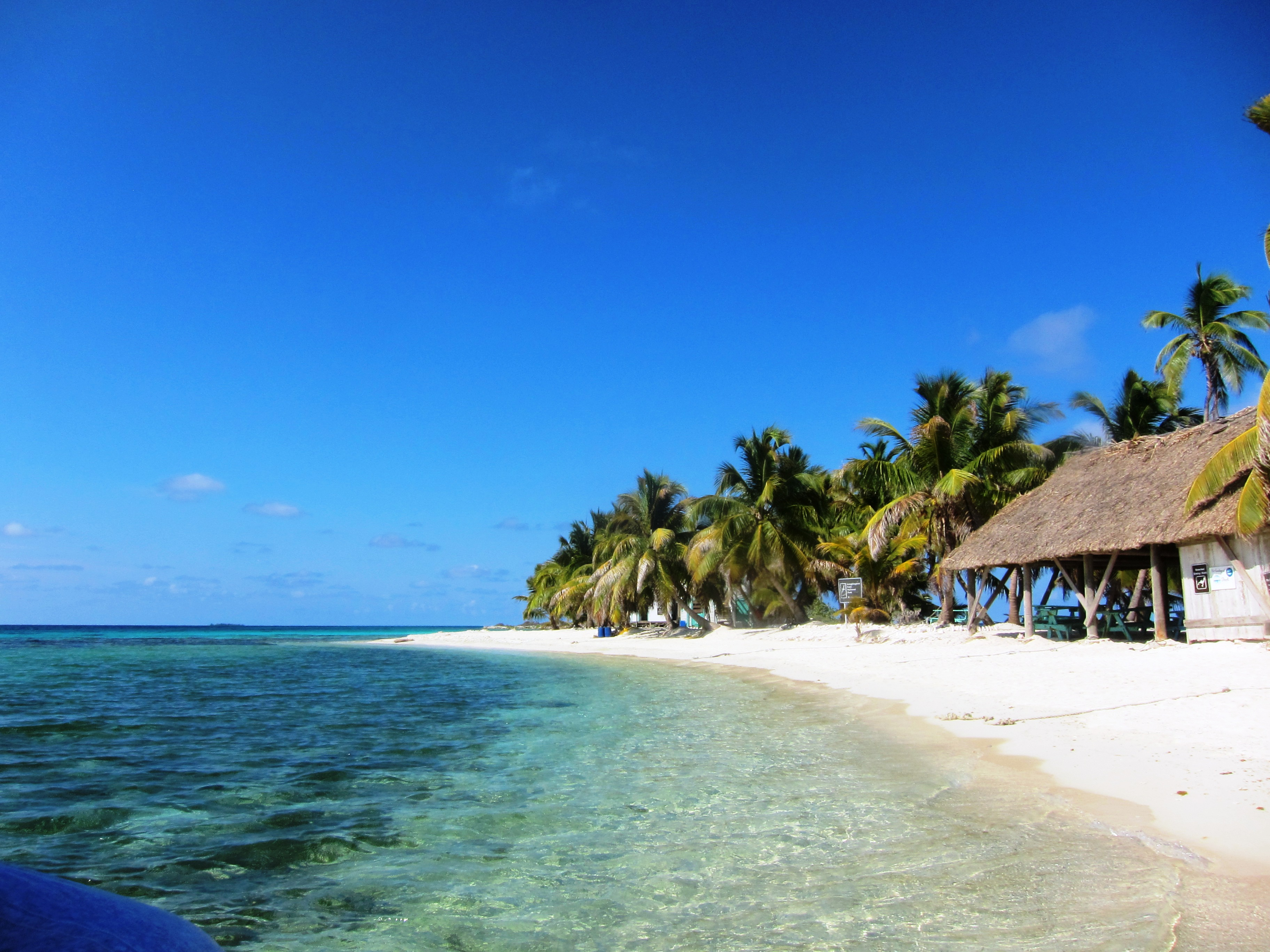
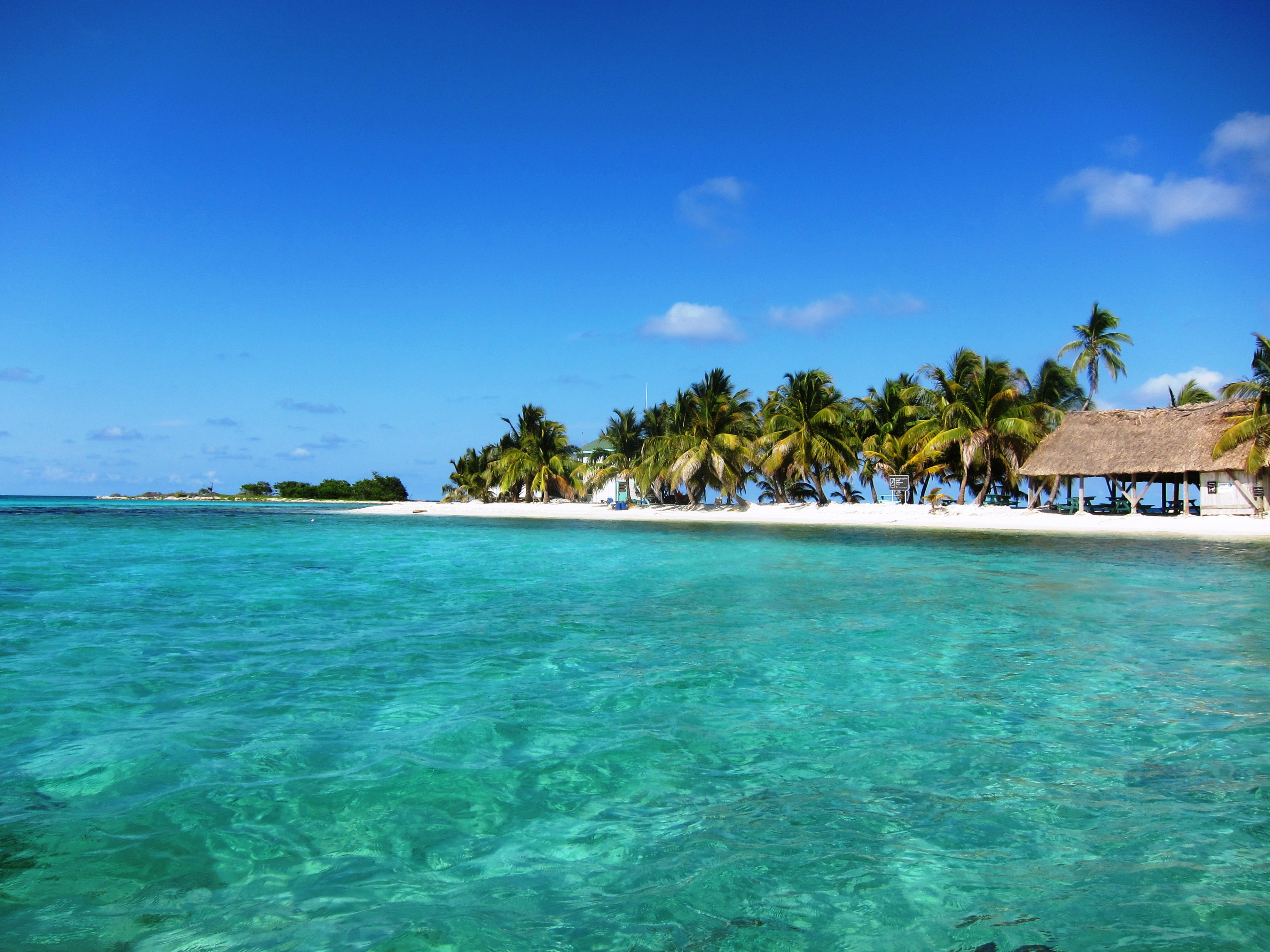
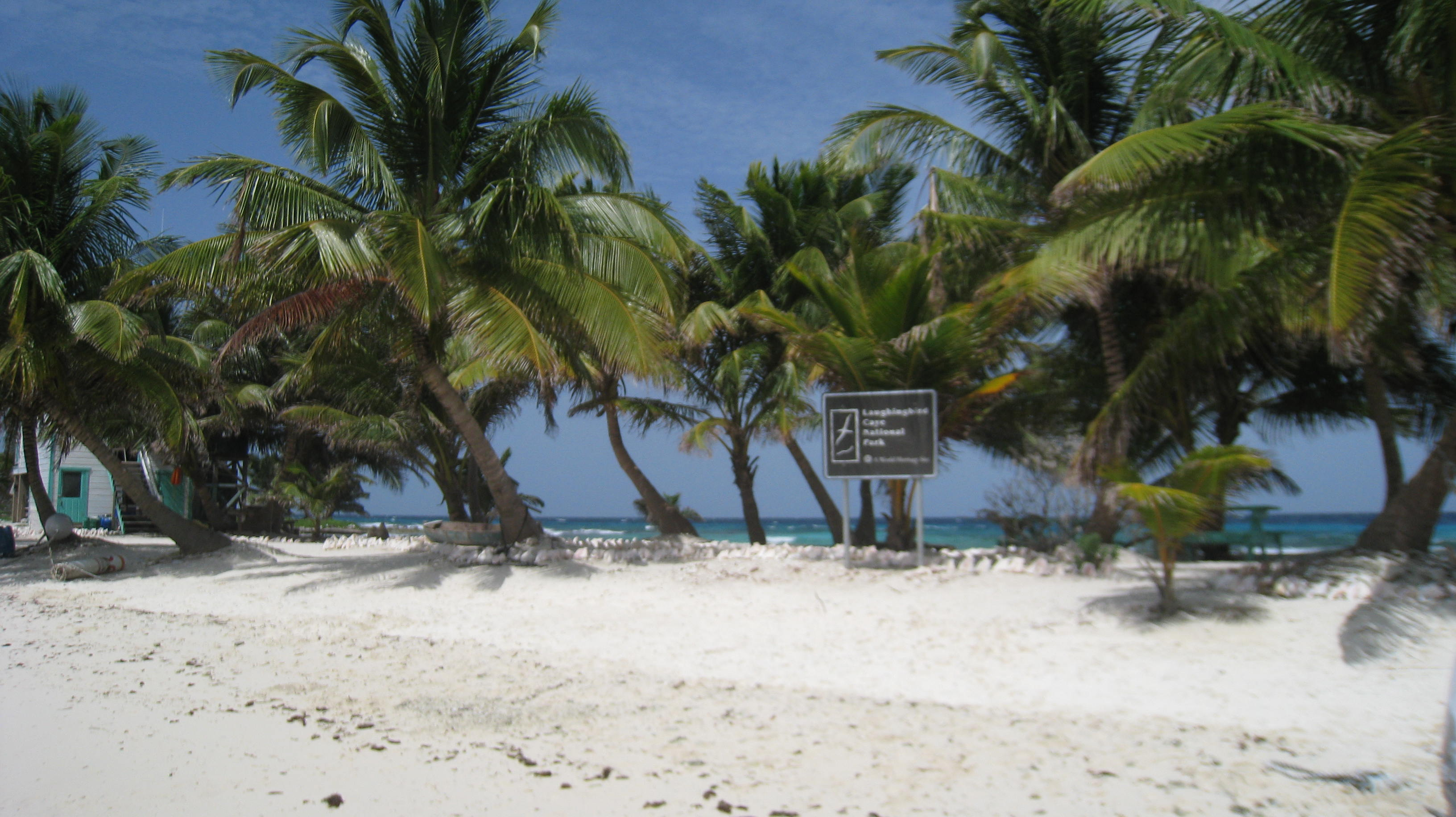
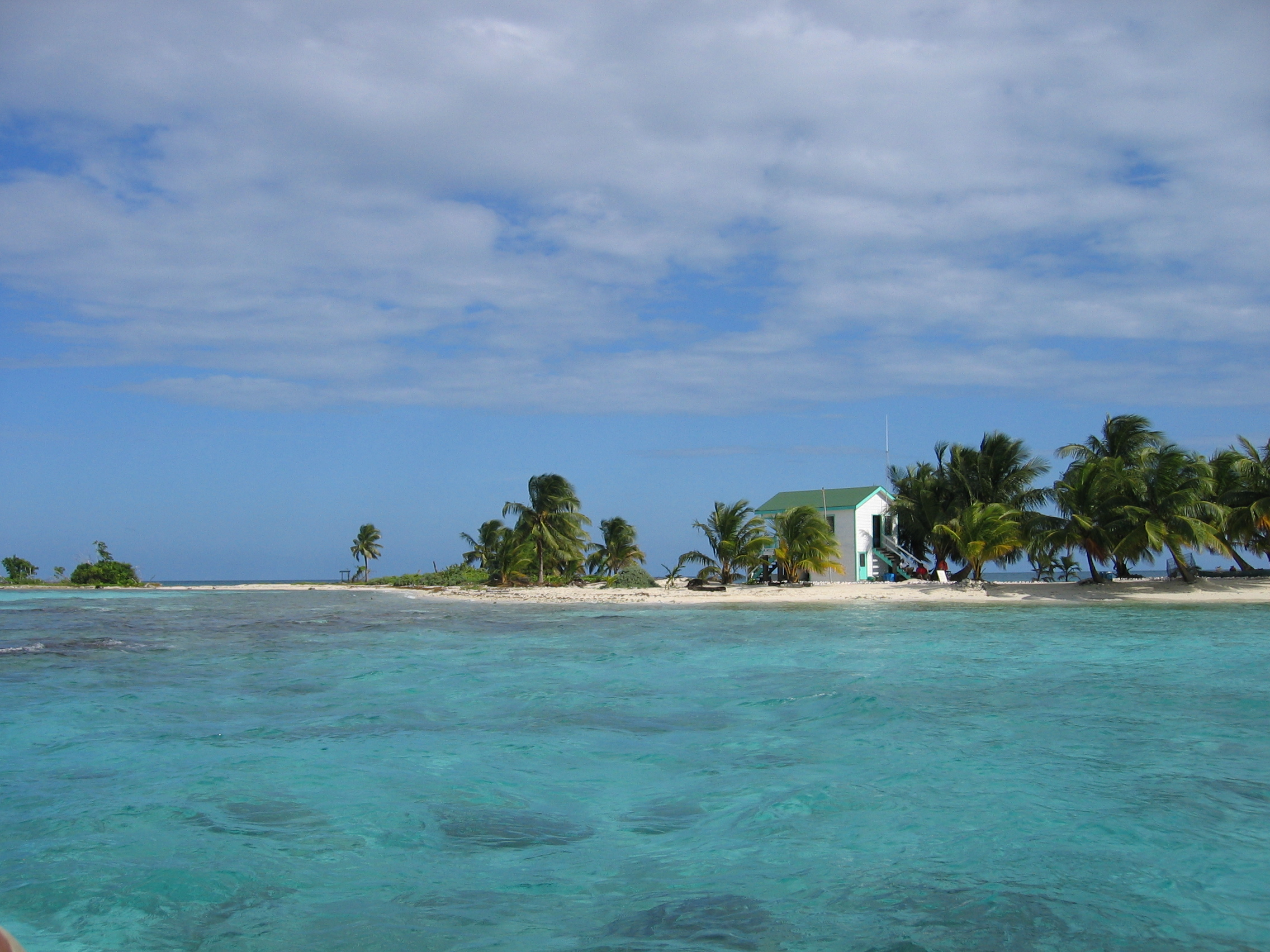